# 秋田県道322号きみまち阪公園素波里湖線
秋田県道322号きみまち阪公園素波里湖線（あきたけんどう322ごう きみまちざかこうえんすばりこせん）は、秋田県能代市から山本郡藤里町までの一般県道である。
旧名称は徯后坂藤里峡公園線（きみまちざかふじさときょうこうえんせん）。「渓后坂藤里峡公園線」と代用表記されることもあった。

## 概要
道の駅ふたつい・きみまち阪公園から米代川沿い（旧国道7号）を西に進みトンネルと琴音橋を経て、荷上場交差点で秋田県道317号西目屋二ツ井線に合流して右折し北方向へ向かう。藤里町藤琴字鳥谷場まで県道317号と重複区間で、藤琴橋で県道317号から分岐左折し、藤里町中心部から藤琴川を渡り、ほぼ粕毛川に沿い同町粕毛字上畑付近の素波里ダムで路線が終わる。終点付近一帯は藤里峡と呼ばれる。
起点から荷上場交差点までは羽州街道の一部で、二ツ井バイパスが開通する1979年までは旧・国道7号区間であった。

県道名にかつて使用されていた「徯后坂」（きみまちざか）は、1882年（明治15年）に明治天皇が命名（后【きみ】・徯【まち】・坂【ざか】）したが、現代では一般にひらがな表記で「坂」を「阪」にした「きみまち阪」で定着しており、2018年（平成30年）に当県道名が変更された際にもこの表記が採用された。

### 路線データ
- 総延長 : 17.790 km[3]
- 実延長 : 11.046 km[3]
- 起点 : 秋田県能代市二ツ井町小繋字中島94番4（きみまち阪交差点・国道7号交点）[4]北緯40度13分4.14秒 東経140度15分36.78秒
- 終点 : 秋田県山本郡藤里町粕毛字鹿瀬内沢国有林（素波里ダム）[4]北緯40度20分2.49秒 東経140度13分20.28秒
- 未供用区間 : なし[3]

## 歴史
- 1972年（昭和47年）11月9日 - 秋田県道に認定される[4]。
- 2018年（平成30年）7月6日 - 路線名を「徯后坂藤里峡公園線」から「きみまち阪公園素波里湖線」に変更[5]。

## 路線状況

### 重複区間
- 秋田県道317号西目屋二ツ井線（能代市二ツ井町荷上場交差点 - 山本郡藤里町藤琴字鳥谷場・交点）、6.744 km[3]

### 冬期閉鎖区間
- なし[6]

### 交通不能区間
- なし[7]

### 道路施設
- 道の駅ふたつい

## 地理

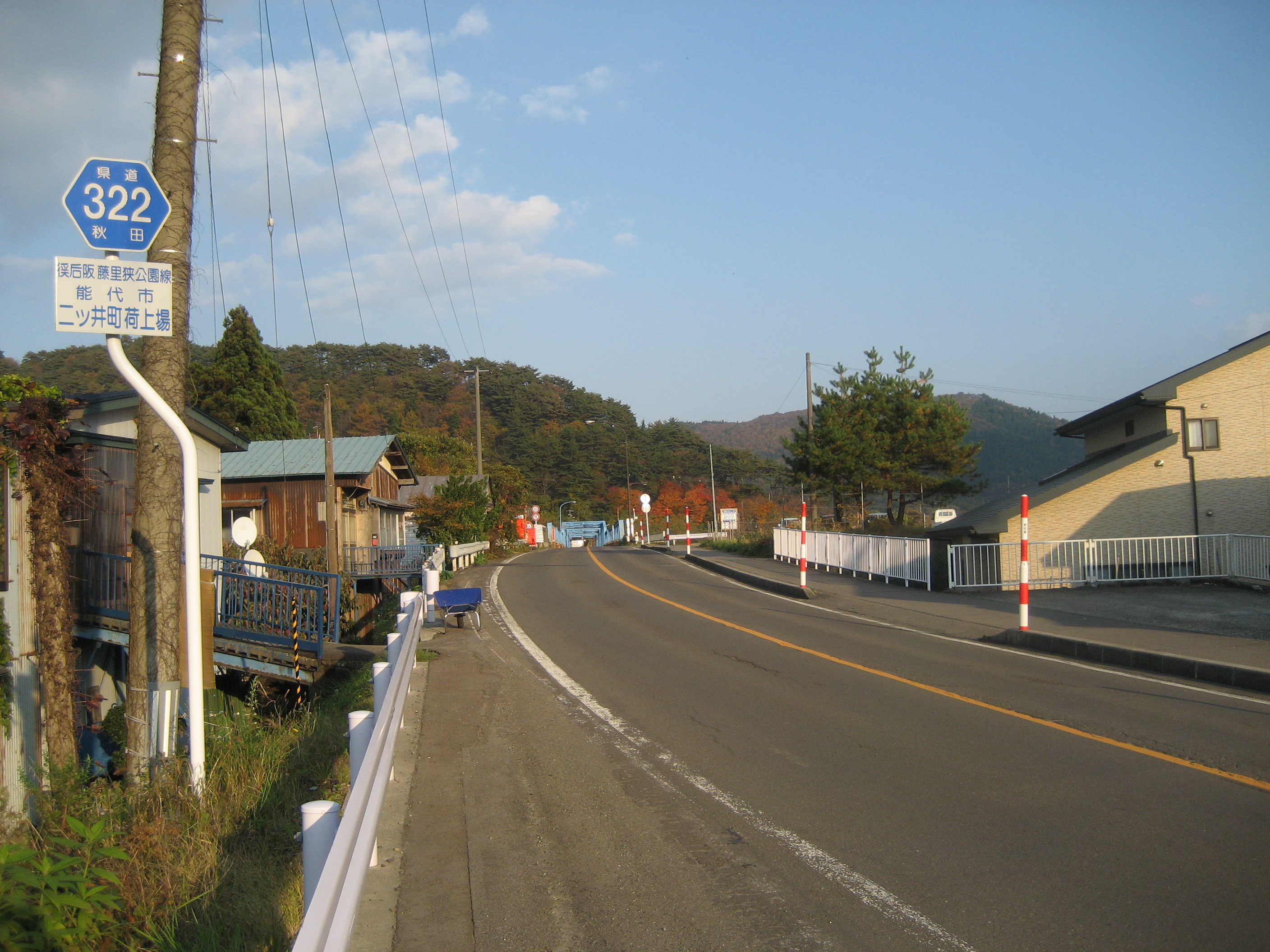
能代市二ツ井町荷上場付近

### 通過する自治体
- 能代市 - 山本郡藤里町

### 交差する道路
| 施設名                          | 接続路線名                     | 備考                                     | 所在地                                                         |
| ------------------------------- | ------------------------------ | ---------------------------------------- | -------------------------------------------------------------- |
| きみまち阪交差点 道の駅ふたつい | 国道7号 国道7号 二ツ井バイパス | 起点 二ツ井バイパス終点 日沿道小繋IC予定 | 能代市二ツ井町小繋字中島                                       |
| 荷上場交差点                    | 秋田県道317号西目屋二ツ井線    |                                          | 能代市二ツ井町荷上場北緯40度13分0秒 東経140度14分46.07秒       |
| ランプ                          | 国道7号 二ツ井バイパス         | 県道317号重複区間 日沿道 IC予定          | 能代市二ツ井町荷上場                                           |
|                                 | 秋田県道200号矢坂糠沢線        | 県道200号起点 県道317号重複区間          | 山本郡藤里町矢坂北緯40度14分49.37秒 東経140度15分2.23秒        |
|                                 | 秋田県道317号西目屋二ツ井線    |                                          | 秋田県山本郡藤里町藤琴北緯40度16分24.64秒 東経140度15分41.61秒 |
| 素波里ダム                      |                                | 終点                                     | 山本郡藤里町粕毛字鹿瀬内沢国有林                               |

### 沿線の施設など
- 米代川
- 藤里町役場
- 藤里畜産センター
- 藤里町立藤里中学校
- 素波里神社
- 素波里ダム
- 秋田白神県立自然公園